# Ben Avon
Ben Avon é um distrito localizado no estado norte-americano da Pensilvânia, no Condado de Allegheny.

## Demografia
Segundo o censo norte-americano de 2000, a sua população era de 1917 habitantes. 
Em 2006, foi estimada uma população de 1773, um decréscimo de 144 (-7.5%).

## Geografia
De acordo com o United States Census Bureau tem uma área de 1,2 km², dos quais 1,0 km² cobertos por terra e 0,2 km² cobertos por água.

## Localidades na vizinhança
O diagrama seguinte representa as localidades num raio de 4 km ao redor de Ben Avon. 